# El Salvador i olympiska sommarspelen 1992
El Salvador deltog i de olympiska sommarspelen 1992 med en trupp bestående av fyra deltagare, men ingen av landets deltagare erövrade någon medalj.

## Friidrott
Herrarnas diskuskastning
- Herbert Rodríguez
  - Kval — 43,22 m (→ gick inte vidare)

Herrarnas längdhopp
- Angelo Ianuzzelli
  - Kval — 7,31 m (→ gick inte vidare)

## Judo
- Juan Carlos Vargas